# Aphelariopsis
Aphelariopsis är ett släkte av svampar. Aphelariopsis ingår i familjen Septobasidiaceae, ordningen Septobasidiales, klassen Pucciniomycetes, divisionen basidiesvampar och riket svampar.
|               | Ordonia                                                                               |
|               |                                                                                       |
|               | Septobasidium                                                                         |
|               |                                                                                       |
|               | Glenospora                                                                            |
|               |                                                                                       |
| Aphelariopsis | \| \| Aphelariopsis colombiana \| \| \| \| \| \| Aphelariopsis kupemontis \| \| \| \| |
|               | \| \| Aphelariopsis colombiana \| \| \| \| \| \| Aphelariopsis kupemontis \| \| \| \| |
|               | Uredinella                                                                            |
|               |                                                                                       |
|               | Coccidiodictyon                                                                       |
|               |                                                                                       |
|               | Johncouchia                                                                           |
|               |                                                                                       |
|               | Auriculoscypha                                                                        |
|               |                                                                                       |
|               | Aphelariopsis colombiana                                                              |
|               |                                                                                       |
|               | Aphelariopsis kupemontis                                                              |
|               |                                                                                       |

|  | Aphelariopsis colombiana |
|  |                          |
|  | Aphelariopsis kupemontis |
|  |                          |